# Masolino da Panicale
Tommaso di Cristoforo Fini, noto come Masolino da Panicale (Panicale, 1383 – Firenze, 1440/1447), è stato un pittore italiano.
Per molti anni è stato considerato il maestro di Masaccio, del quale era effettivamente più anziano, mentre oggi la critica è sostanzialmente orientata a credere che il loro rapporto fosse basato su una collaborazione professionale paritaria.

## Biografia

### Origine di Masolino

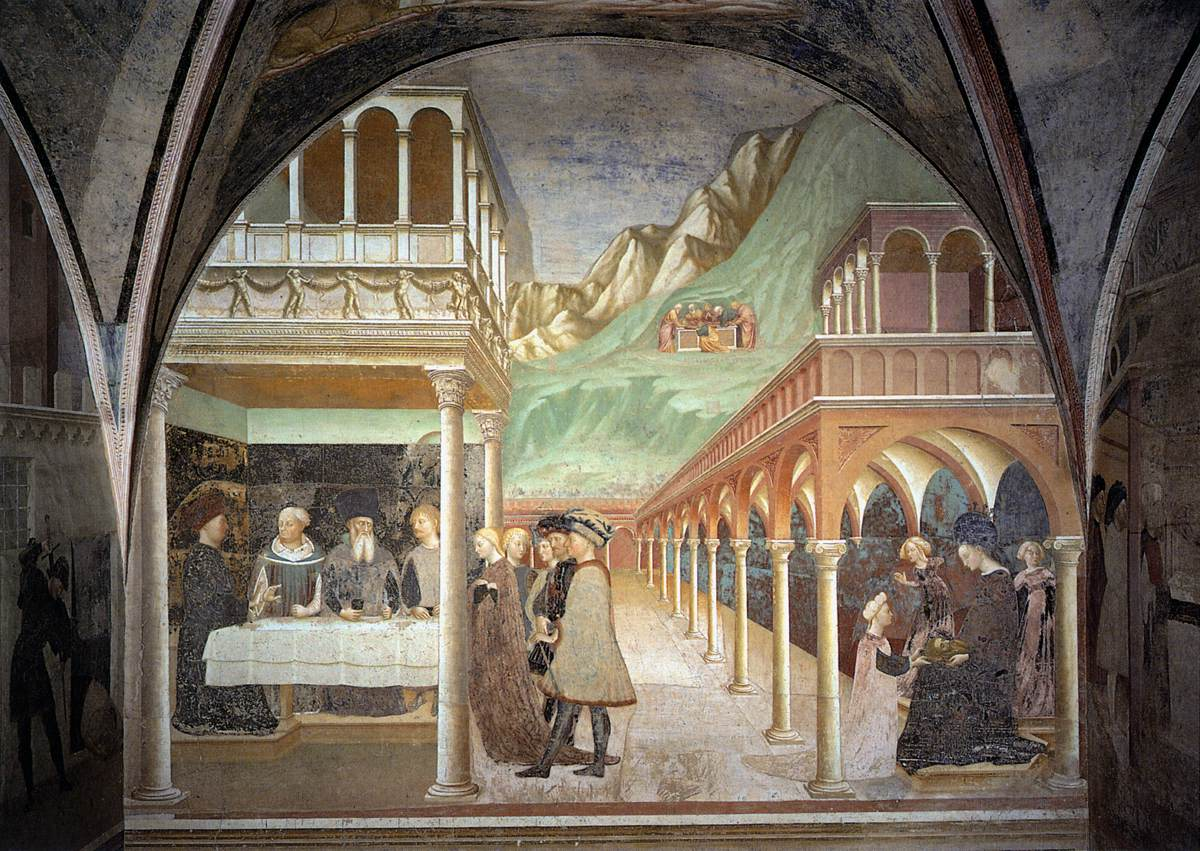
Banchetto di Erode alla Collegiata di Castiglione Olona

I primi quarant'anni della sua vita restano un mistero; persino il luogo di nascita è controverso. Vasari identifica - per alcuni storici in modo approssimativo - il luogo natale con Panicale in Valdelsa, località inesistente e della quale non si ha alcuna traccia storica.
Secondo alcuni storici e ricercatori umbri (G. B. Vermiglioli, Brami, A. Mariotti, C. Corsetti, G. Grifoni, C. Caprini, L. Lepri), Masolino sarebbe nato a Panicale, in Umbria, nel 1383. Il contesto storico è caratterizzato dal dominio della famiglia Visconti, Signori di Milano, e da Gian Galeazzo (1351-1402), che al momento della nascita del pittore, escluse Firenze e Venezia, era a capo di tutta l'Italia settentrionale e di gran parte dell'Italia centrale (compresa Perugia). Il padre di Masolino, Cristoforo Fini, identificato dal Vasari come “imbianchino”, fu per lungo tempo al fianco del giovane, occupandosi di tutte le pratiche amministrative (affitto, catasto, stipula di contratti, denuncia dei redditi, iscrizione alla corporazione dei Medici e Speziali e molto altro). La qualità e competenza con le quali Cristoforo Fini si prese cura di Masolino, fanno pensare ad una occupazione diversa da quella di semplice imbianchino, descritta dal Vasari. Seguendo questa ipotesi e considerando come i moderni critici d'arte siano unanimi nel riconoscere in Masolino tratti pittorici di impostazione lombarda, si potrebbe ipotizzare che Cristoforo Fini si trovò ad essere al servizio dei Visconti e curare i loro interessi nel territorio del perugino, forse come “gabelliere” o altro funzionario (esattore, Maestro di Posta). Dal 1303 e buona parte del secolo XIV, la famiglia Fini è citata nel Volume TUSCIA, Libro delle Decime del XIII e XIV secolo, riguardante la diocesi di Chiusi e la parrocchia di Pozzuolo; inoltre, secondo la tradizione, i Fini furono titolari o gestori, della “Posta” di Pozzuolo, che a quel tempo era molto ricca e ambita, assieme all'antica Posta della Panicarola, altra località nelle immediate vicinanze di Panicale. Secondo le ricerche degli storici umbri, è possibile che la famiglia Fini, al momento della nascita di Masolino, soggiornasse nel castello di Panicale, avamposto militarizzato sicuro, collocato tra le Poste di Pozzuolo (Umbro) e Panicarola; queste località, oggi tutte in Umbria, a quel tempo facevano parte della Toscana (Tuscia), quindi geograficamente e politicamente, legate al territorio della Val di Chiana e alla Diocesi di Chiusi, fino al 1601.
Si può supporre che il soggiorno dei Fini a Panicale fu dovuto ad un incarico temporaneo e in seguito agli eventi politici, seguiti alla caduta del regime visconteo a Perugia, abbia indotto la famiglia Fini a trasferirsi altrove, quando Masolino era ancora giovanissimo.
Panicale era in quel periodo un castello ben fortificato di grande importanza, in posizione strategica tra il territorio di Chiusi e quello di Perugia, controllato dalle milizie del consolidato capitano di ventura Boldrino da Panicale, il quale era in ottimi rapporti con il condottiere Biordo Michelotti, che i Visconti avevano destinato alla Signoria di Perugia (come spiega M. Mallet, nel suo libro Signori e Mercenari 1983). Lo stesso Boldrino venne fatto assassinare a Macerata nel 1391 dal governatore pontificio delle Marche, Andrea Tomacelli, che si era servito di lui per riportare l'ordine nello Stato Pontificio, preoccupato dalla possibile defezione del condottiero panicalese a favore dei Visconti, come già era successo durante l'assedio di Ancona.
Sulla base di questa ipotesi, è possibile ritenere che la "Panicale toscana", luogo natio di Masolino, possa essere proprio la "Panicale umbra", oggi parte del comprensorio del lago Trasimeno, in provincia di Perugia.
Ulteriori considerazioni:
- L'archivio comunale di Panicale è andato perduto in seguito ad un incendio (caso non raro a quei tempi); il restante registro dei nati comincia solo nel 1576.
- All'interno della collegiata di San Michele Arcangelo a Panicale, presso l'abside, si può ammirare un affresco raffigurante “L'Annunciazione della Vergine” (XV secolo), attribuito a Masolino da Panicale.

### Gli esordi

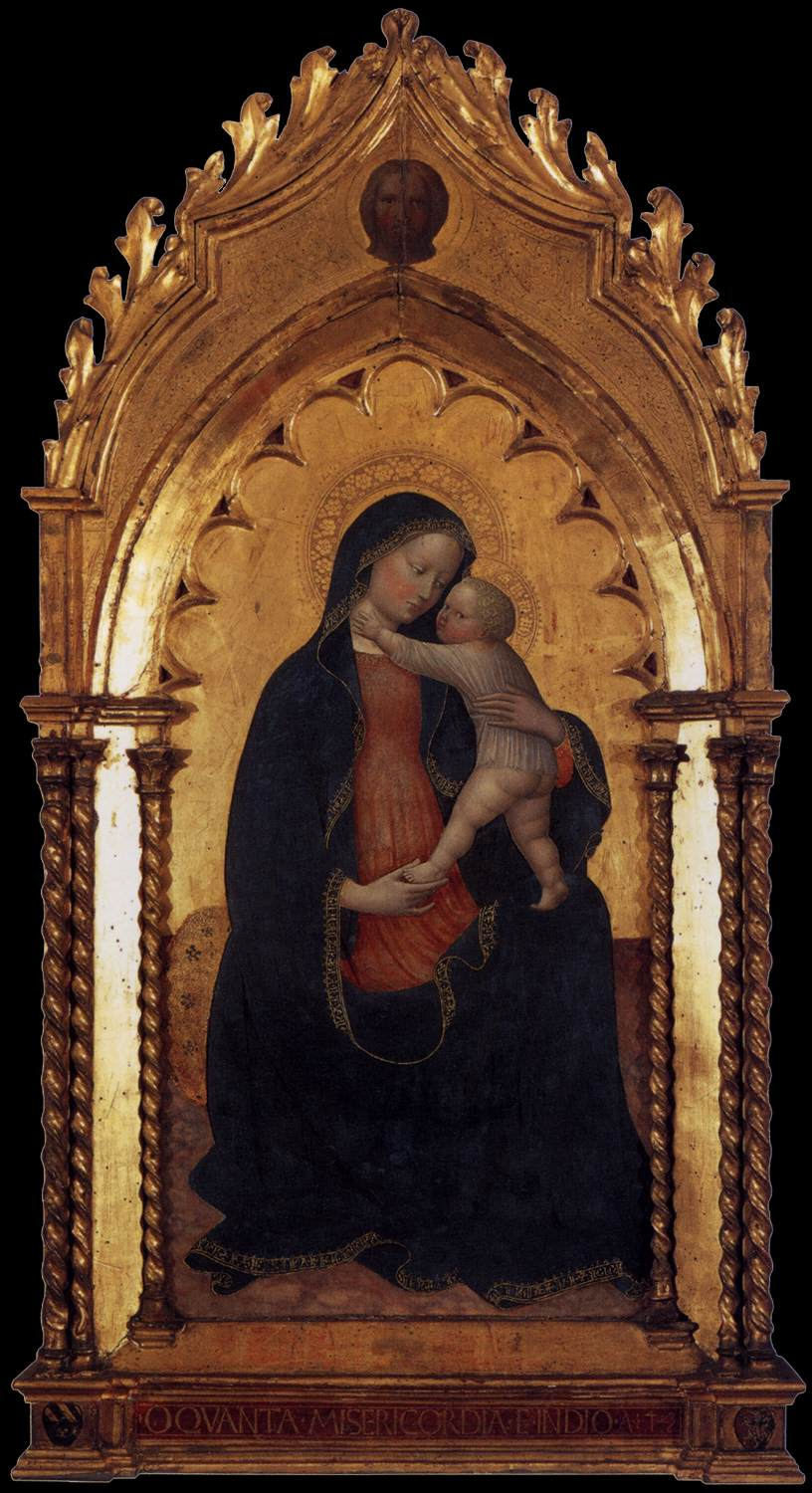
Madonna dell'Umiltà (1423), Brema

Per quanto riguarda la sua formazione si è parlato di un apprendistato nella bottega di Gherardo Starnina e di una successiva frequentazione di quella di Lorenzo Ghiberti nei primi anni del Quattrocento, ma di fatto la prima notizia certa sul suo conto è del 1422, anno in cui, stabilendosi a Firenze, prese in affitto una casa.
L'anno successivo, nel gennaio del 1423, si immatricola nell'Arte dei Medici e Speziali che fungeva anche da corporazione dei pittori. Masaccio vi si era iscritto un anno prima, nel 1422.
È di quella data la Madonna col Bambino o Madonna Boni-Carnesecchi (probabilmente ricordo di un matrimonio tra le due famiglie: alla base vi sono gli stemmi delle due famiglie e la data 1423), che oggi è conservata a Brema. L'opera è ancora molto legata agli schemi tardo gotici, ma vi si nota la ricerca di una gestualità più naturale, tratta dal quotidiano (come la posa scherzosa del Bambino) e un interesse verso una resa volumetrica più semplice e solida (come nella monumentale figura della Madonna o nelle gambe del Bambino).
Del tutto legata al gotico è invece un'altra Madonna dell'Umiltà oggi agli Uffizi, che studi recenti datano a un periodo anteriore al 1423, prima di un qualsiasi contatto con Masaccio, dalla quale si dimostrerebbe la primitiva adesione del pittore allo stile elegante e stilizzato di Lorenzo Monaco.

### A Empoli

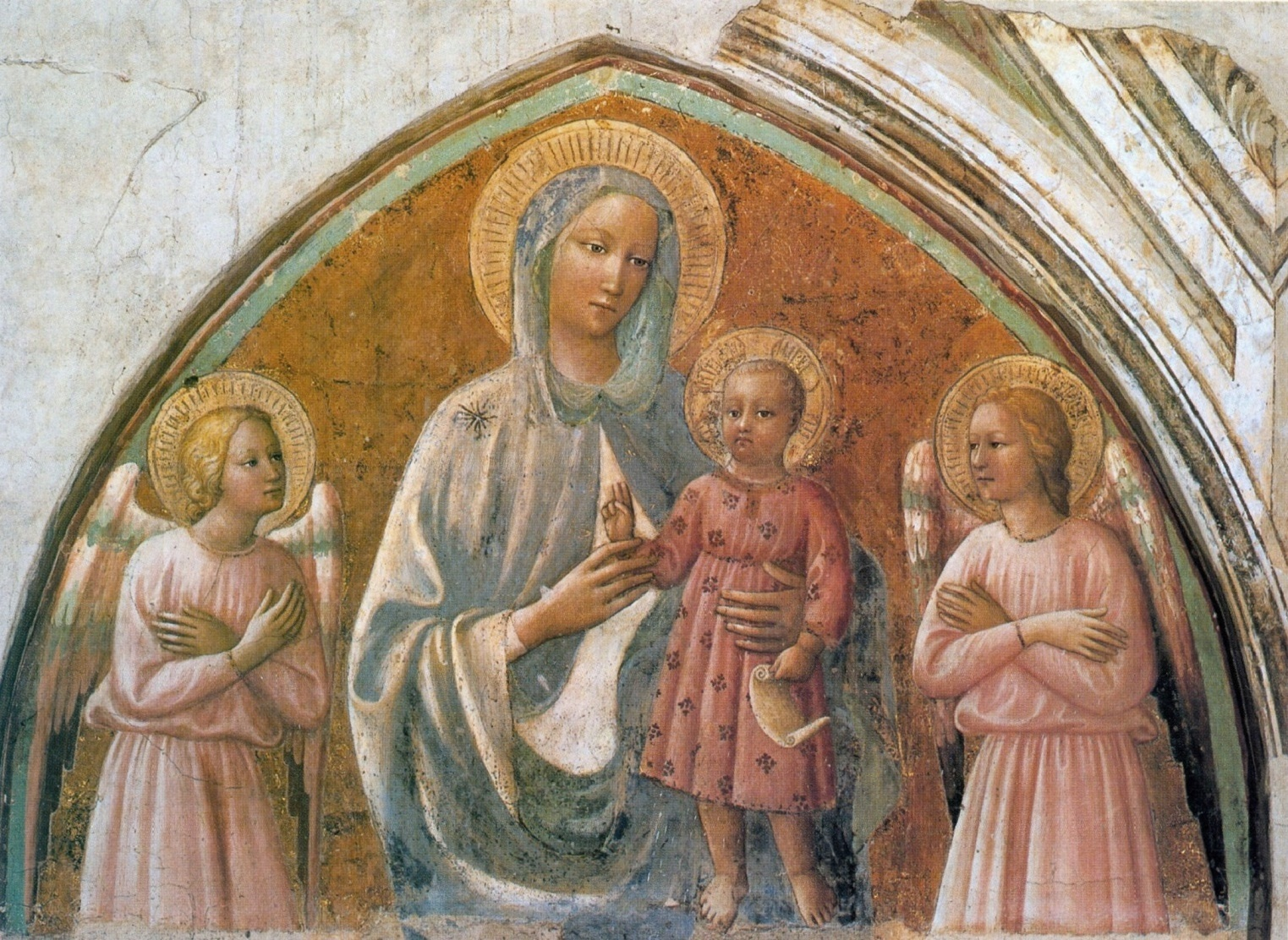
Masolino, Vergine col Bambino, Chiesa di Santo Stefano a Empoli

Masolino è documentato a Empoli nel 1424, senza Masaccio, per quanto ne sappiamo. Eseguì un vasto ciclo di affreschi nella chiesa di Santo Stefano, del quale restano solo pochi frammenti (le sinopie della Storia della Vera Croce, la Madonna con il Bambino fra due Angeli e la Sant'Orsola e le 11.000 Vergini Martiri). Per il battistero della Collegiata affrescò inoltre un Cristo in pietà, oggi nel Museo della collegiata di Sant'Andrea.. Quest'ultima opera si caratterizza per la spiccata solidità fisica delle figure, in particolare del torso nudo di Cristo, che si erge da un sarcofago classicheggiante creato in prospettiva centrale, con il punto di fuga al centro del petto del Salvatore. La gestualità dei dolenti inoltre cerca di superare gli stereotipi tradizionali, verso una resa più naturale dei sentimenti.
Probabilmente a quest'epoca Masolino era assistito da Francesco d'Antonio, artista minore uscito dall'orbita di Lorenzo Monaco, che ricorre spesso nei documenti con Masolino dal 1422 al 1424.

### La collaborazione con Masaccio

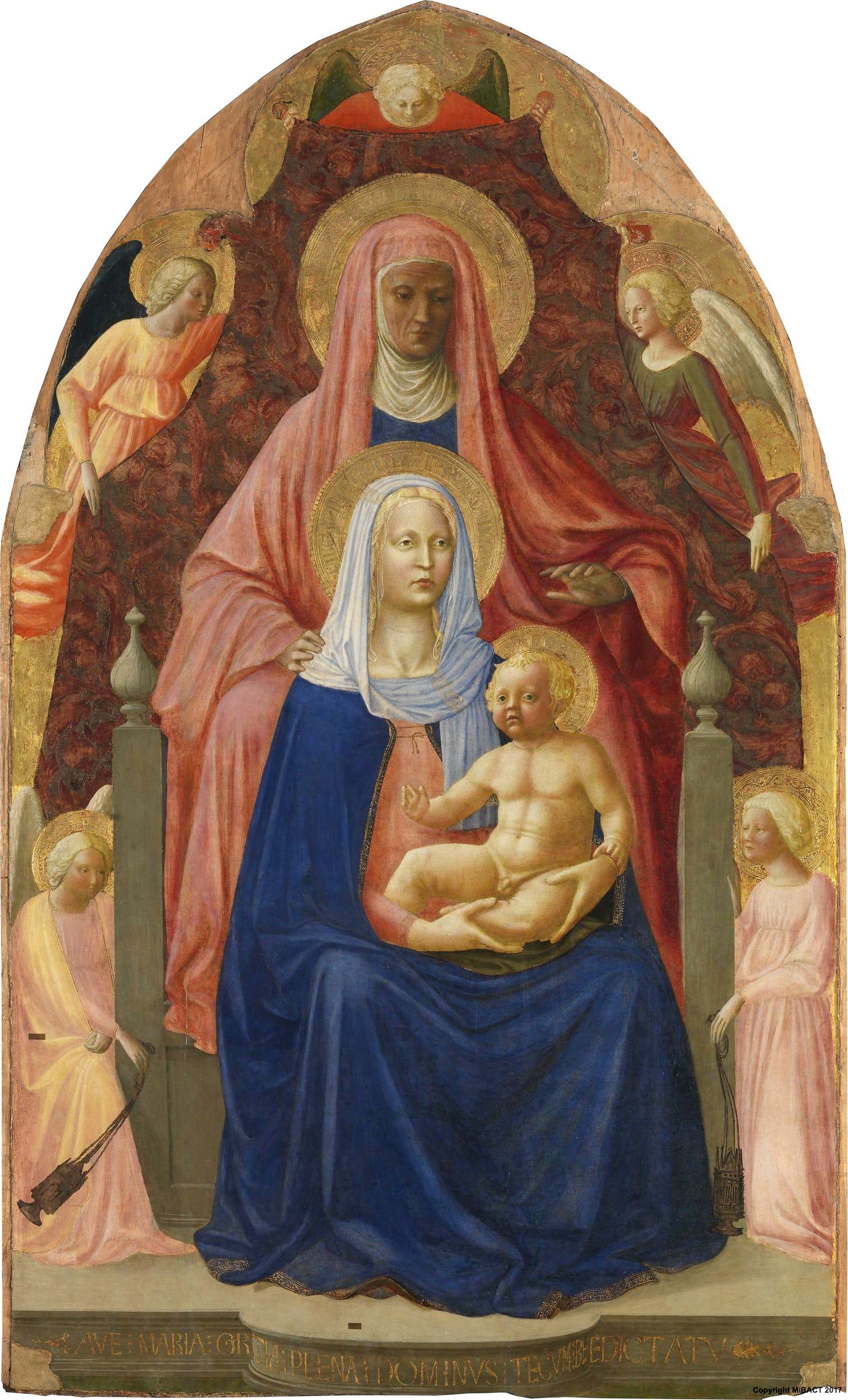
Sant'Anna Metterza (di Masolino sono lo sfondo, quattro angeli e sant'Anna)

Affermatosi come uno dei migliori pittori presenti a Firenze in quegli anni, Masolino continuò a ricevere commissioni apparentemente senza soluzione di continuità, e dovette verosimilmente ricorrere ad aiuti per far fronte alle richieste. Fu in questo periodo che dovette iniziare la collaborazione con Masaccio, il quale non ricevette commissioni indipendenti, per quanto si sia oggi a conoscenza, fino al 1426.
Secondo i più recenti studi la sua collaborazione con Masaccio iniziò a Firenze nella cappella di Paolo di Berto Carnesecchi in Santa Maria Maggiore. Masolino e Masaccio operarono sul quasi completamente perduto Trittico Carnesecchi.
È ipotizzabile che il tramite del sodalizio tra i due pittori sia stato lo stesso Paolo Carnesecchi, ricco mercante ed influente uomo politico: Paolo era stato infatti in diverse occasioni console dell'Arte dei Medici e degli Speziali a cui erano immatricolati sia Masaccio che Masolino e quindi doveva conoscere entrambi. La Madonna di Brema datata 1423 ci dice che Masolino aveva già probabilmente lavorato per i Carnesecchi; inoltre le capacità di Masaccio non potevano essere sconosciute a Paolo. Masaccio infatti era autore del trittico di San Giovenale cioè di un'opera esposta nei dintorni di Cascia dove i Carnesecchi avevano consistenti possessi già dai primi anni del Trecento.
Probabilmente Masolino chiese al giovane collega di continuare a lavorare insieme, molto probabilmente a causa della sua imminente partenza per l'Ungheria, dove infatti si recò nel settembre del 1425, al seguito del condottiero fiorentino Pippo Spano e quindi per evitare di incorrere nel pagamento delle penali per il mancato rispetto dei termini di consegna di opere già precedentemente concordate con i suoi committenti.
I due pittori eseguirono la Sant'Anna Metterza, quest'ultima oggi agli Uffizi; il centro focale di questo dipinto, almeno secondo le intenzioni di Masolino avrebbe dovuto essere la figura della Sant'Anna, ma l'intervento di Masaccio lo spostò inevitabilmente sulla Madonna col Bambino, così solida, plastica e ben proporzionata da rompere l'unità formale della tavola secondo le impostazioni originarie. Forse risale al 1423-1424 anche la Pala Colonna, che significherebbe un primo viaggio a Roma dei due artisti al seguito di papa Martino V.

#### La Cappella Brancacci
(Pietro Toesca, Masolino da Panicale, Bergamo 1908, p. 27)

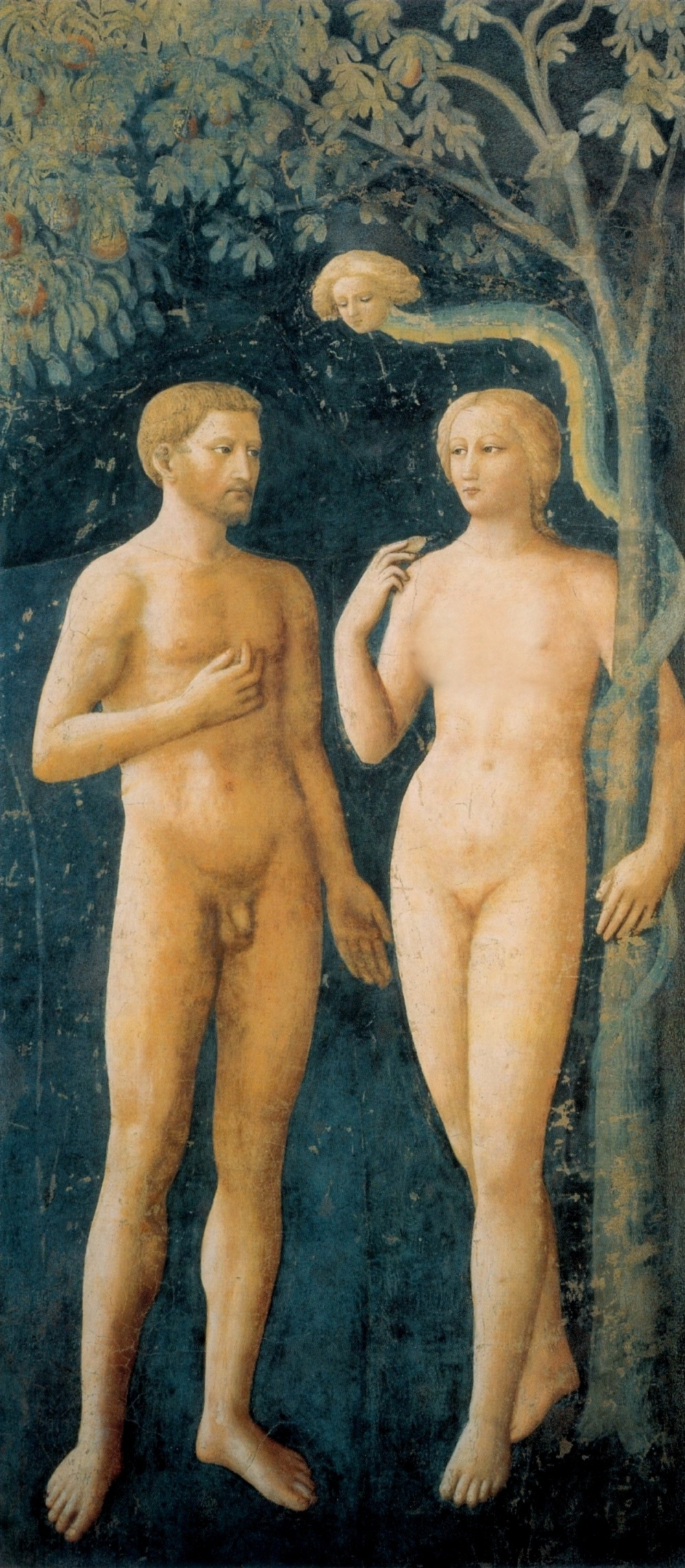
Tentazione di Adamo ed Eva.

Poco prima della partenza di Masolino venne avviata anche la decorazione della Cappella Brancacci (1424-28) nella chiesa del Carmine; gli interventi di restauro eseguiti sugli affreschi hanno permesso di stabilire che i due artisti si spartirono equamente le scene da dipingere.
Sul pilastro destro della cappella Masolino dipinse la Tentazione di Adamo ed Eva; le figure allungate ma solo astrattamente belle, con i corpi di Adamo ed Eva candidamente nudi e sensuali che appaiono come sospesi nel tempo e nello spazio, dimostrano chiaramente il divario stilistico tra i due pittori (esattamente sul pilastro di fronte si trova la famosa Cacciata dei Progenitori dall'Eden di Masaccio).
Sulla parete sinistra accanto all'altare si trova la Predica di san Pietro; la scena si ricollega strutturalmente a quella del Pagamento del Tributo, come si può rilevare dallo sfondo delle montagne che appare quasi come un prolungamento del paesaggio eseguito da Masaccio sull'altra parete. È quindi probabile che i due pittori abbiano concordato di invertirsi le parti e perciò il resto dell'episodio sia da attribuire interamente a Masolino (la stessa linea di continuità nello sfondo infatti non è riscontrabile nella scena del Battesimo dei Neofiti a destra della finestra eseguita invece da Masaccio). L'affresco venne dunque iniziato da Masaccio e Masolino che vi inserì il gruppo di personaggi che circondano san Pietro; di straordinaria bellezza sono le figure della monaca inginocchiata e quelle dei carmelitani in piedi anche se in generale appaiono tutte profondamente caratterizzate psicologicamente.
La scena più famosa eseguita da Masolino è la Guarigione dello storpio e resurrezione di Tabita, posta sulla parete destra in alto dal lato diametralmente opposto a quella del Tributo; in essa vengono rappresentati due fatti distinti nello stesso luogo, collegati tra loro dai due personaggi elegantemente vestiti al centro. L'ambientazione cittadina, con i palazzi e le figure sullo sfondo (come la madre che trascina il bambino che fa i capricci) colloca l'episodio sacro in quella che avrebbe davvero potuto essere una piazza fiorentina dell'epoca, di cui viene descritta la realtà quotidiana. Per molto tempo si era creduto che questo scorcio architettonico fosse stato dipinto da Masaccio, proprio per conferire maggiore unità formale all'impianto costruttivo, ma il restauro ha invece definitivamente escluso il suo intervento, riattribuendo l'intera scena a Masolino; gli edifici in primo piano sono raffigurati secondo le moderne regole prospettiche (tanto che sul muro si trova ancora il chiodo fissato per segnare le linee di fuga tramite cordicelle) e visto che il Tributo è proprio sul lato opposto, si può addirittura arrivare a pensare che l'impostazione dei due episodi sia stata unitamente concepita dai due artisti.
Dopo la partenza di Masolino per l'Ungheria, avvenuta nel settembre del 1425, Masaccio rimase da solo a lavorare alla Brancacci ed il ciclo non venne mai portato a termine; già agli inizi del 1426, infatti, egli stipulò un nuovo contratto con la chiesa del Carmine di Pisa per l'esecuzione di un polittico, il cui pagamento è registrato il 26 dicembre dello stesso anno.

### Il viaggio in Ungheria
Nel settembre 1425 Masolino partì dunque per l'Ungheria, dove si trovavano già vari fiorentini, facilitati dalla presenza di Pippo Spano, che era divenuto il condottiero preferito del re. L'attività in Ungheria di Masolino è praticamente sconosciuta.

### Le opere romane

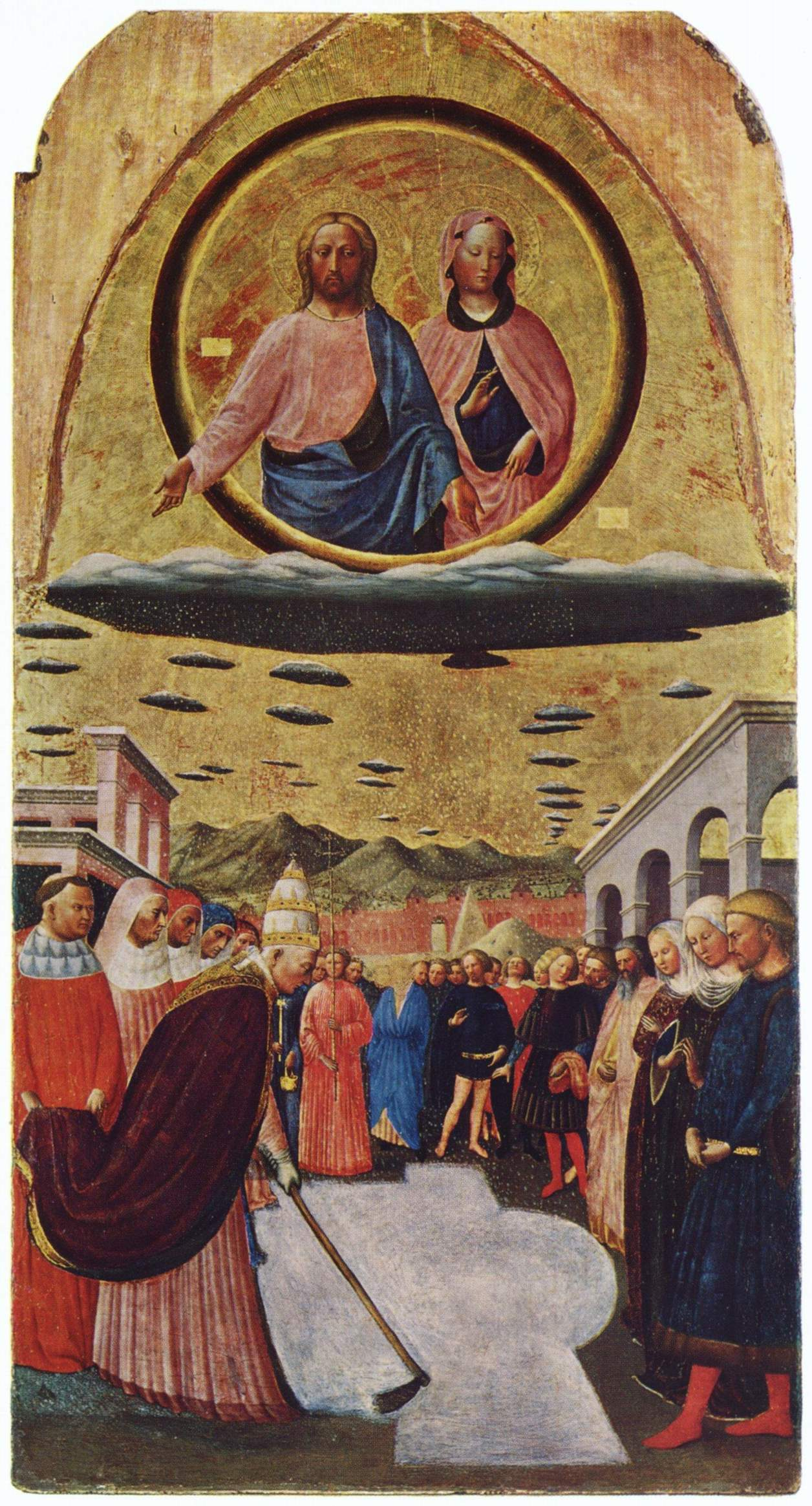
La Fondazione della basilica di Santa Maria Maggiore, Napoli

Nel 1427 egli rientrò sicuramente in Italia e nel 1428 è a Roma, dove gli era stato commissionato il Polittico di Santa Maria Maggiore o Pala Colonna (1427-1428); decise perciò di richiamare nuovamente con sé Masaccio per lavorare insieme a quest'opera che dovette però completare da solo per l'improvvisa morte dell'amico, avvenuta proprio nell'estate di quell'anno.
Il polittico venne smembrato nei secoli successivi ed alcuni suoi pezzi sono ancora oggi dispersi, mentre conosciamo i sei pannelli principali che lo componevano sul lato anteriore e su quello posteriore, attualmente conservati presso diversi musei.

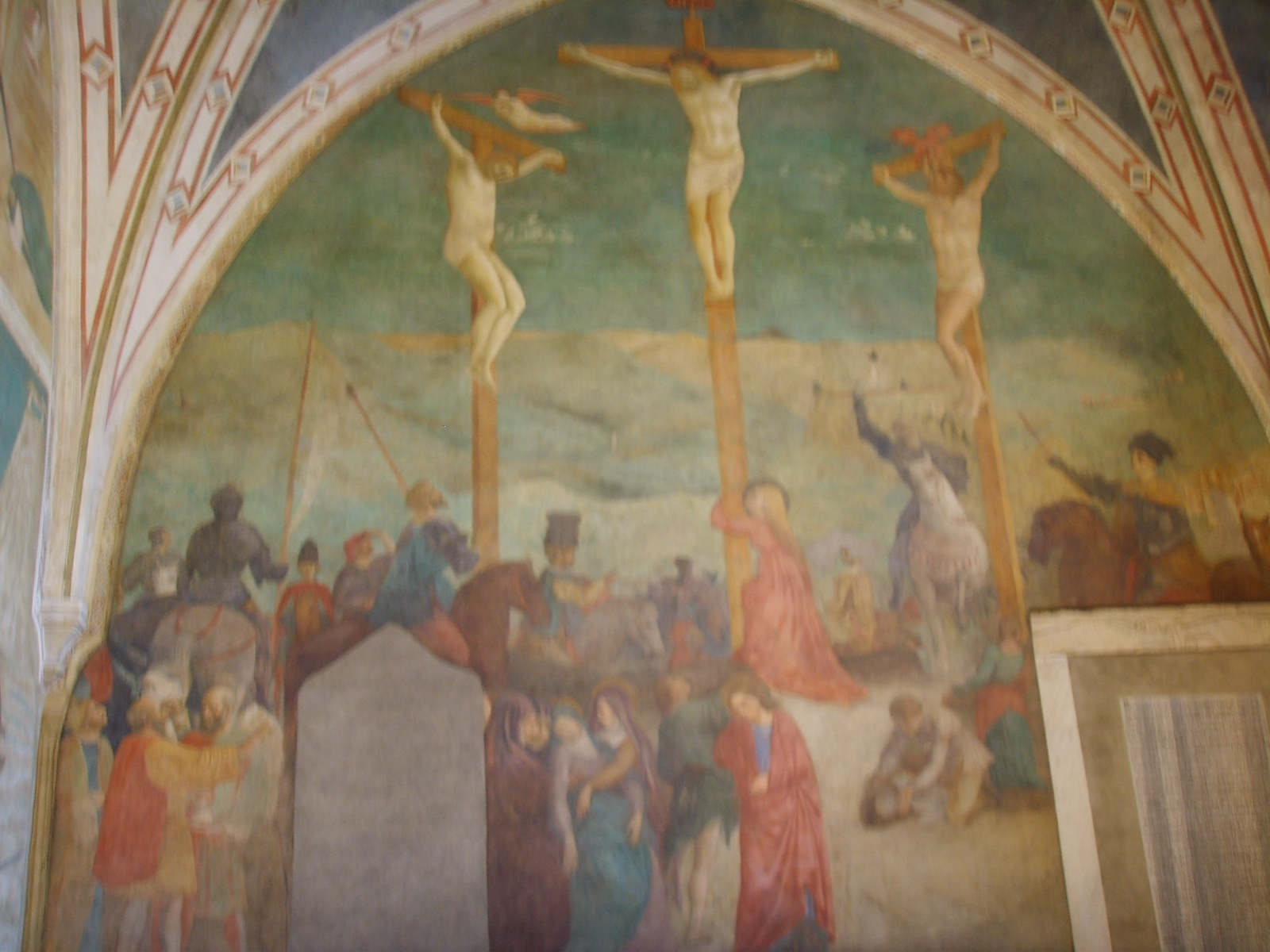
Gli affreschi in San Clemente

Masaccio fece dunque in tempo a dipingere solo lo scomparto laterale sinistro del lato anteriore del polittico, mentre tutto il resto è opera di Masolino; queste due figure sono in pratica l'unica testimonianza certa della sua attività a Roma.
A Roma Masolino lavorò per il cardinale Branda Castiglione, che gli affidò la decorazione degli affreschi della Cappella di Santa Caterina d'Alessandria (1427-30), nella basilica di San Clemente. L'opera viene in genere riferita unicamente a Masolino, anche se si è recentemente ipotizzato un intervento di Masaccio nella sinopia della Crocifissione, relativamente a due figure di cavalieri sulla sinistra, anche se viste le condizioni disastrate dell'opera appare per il momento molto difficile pronunciarsi in merito con certezza. Nel 1428 Masaccio morì a Roma, appena ventiseienne.

### A Castiglione Olona
Masolino sopravvisse a Masaccio per oltre un decennio; dopo aver concluso i cicli di affreschi a Roma nel 1435, viaggiò molto, diffondendo la cultura rinascimentale con uno stile però mediato: alla tenera episodicità del gotico internazionale, a cui rimase sempre fedele, aggiunse una salda costruzione spaziale spesso con ricorso a nuovi schemi prospettici, che resero le innovazioni più comprensibili e assimilabili per gli altri artisti. In questo senso la sua figura di mediatore e diffusore dello stile rinascimentale fu fondamentale e paragonabile alle figure di Lorenzo Ghiberti in scultura e Michelozzo in architettura. Soprattutto in zone saldamente legate alla cultura gotica, come Siena o l'Italia settentrionale, Masolino aprì la strada alle novità.
Per il cardinale Branda si trasferì a Castiglione Olona, dove affrescò il suo palazzo (con vari soggetti tra cui spicca un Paesaggio montano, tra i primi esempi di veduta autonoma), il Battistero (Storie del Battista) e la collegiata (Storie della Vergine). In Collegiata tra i suoi collaboratori ci furono Paolo Schiavo e il Vecchietta. Il restauro delle vele affrescate da Masolino è stato completato dalla dottoressa Pinin Brambilla nel 2003.
Il ciclo di san Giovanni Battista è quello più noto e studiato, e riproduce uno schema nella disposizione delle scene che ricalca quello della Cappella Brancacci, con le scene che si svolgono in un paesaggio continuo e unificato, aperto entro un'intelaiatura architettonica illusionistica che abbraccia il ciclo. In scene come il Banchetto di Erode la spazialità prospettica è così evidenziata con uno scorcio lunghissimo da apparire quasi un manifesto della propria originalità rispetto alla scuola locale. Spesso gli affreschi erano decorati anche da particolari a rilievo tramite l'applicazione di pastiglia e di dorature, oggi in larga parte perduti.

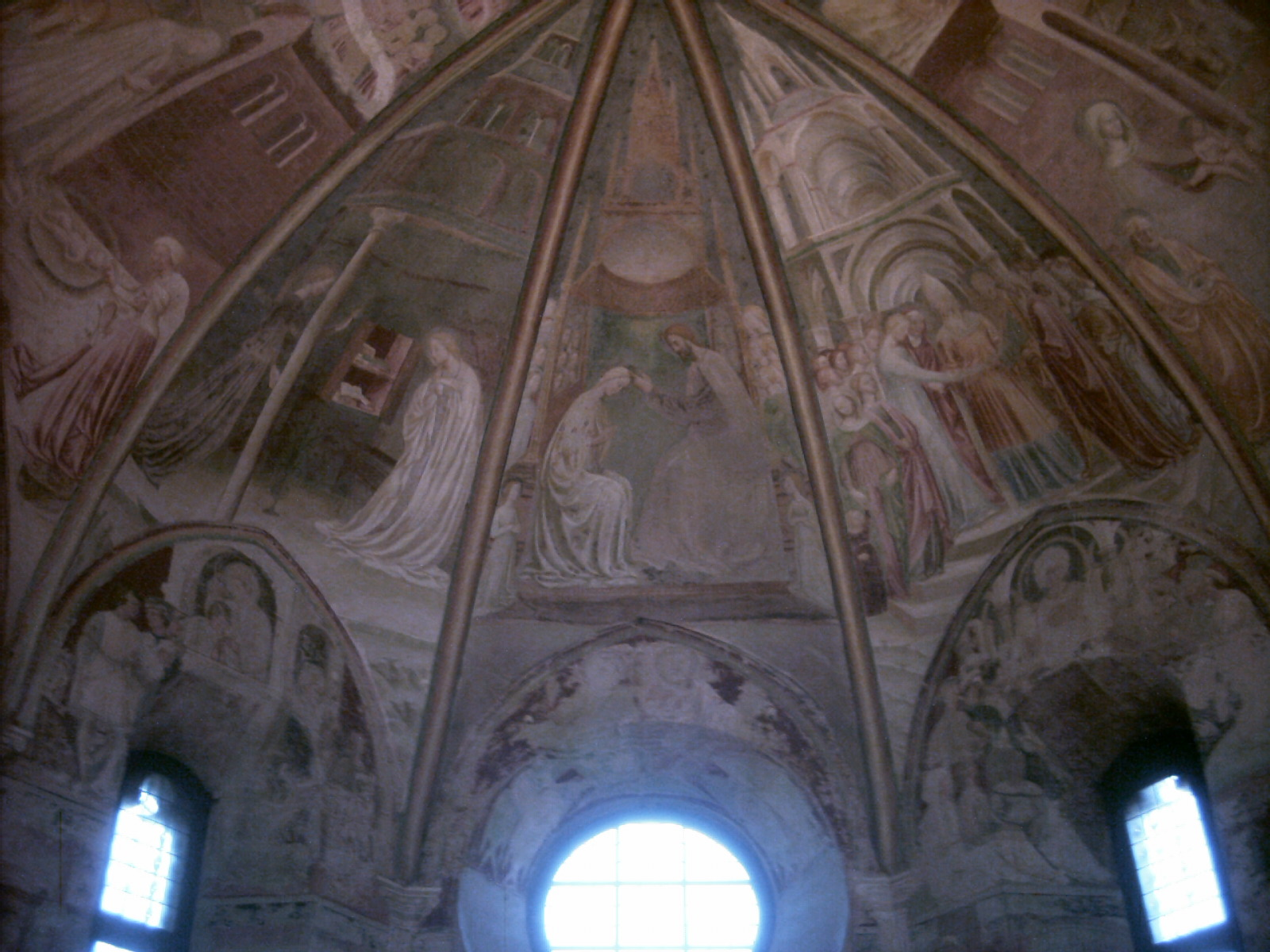
Gli affreschi di Castiglione Olona
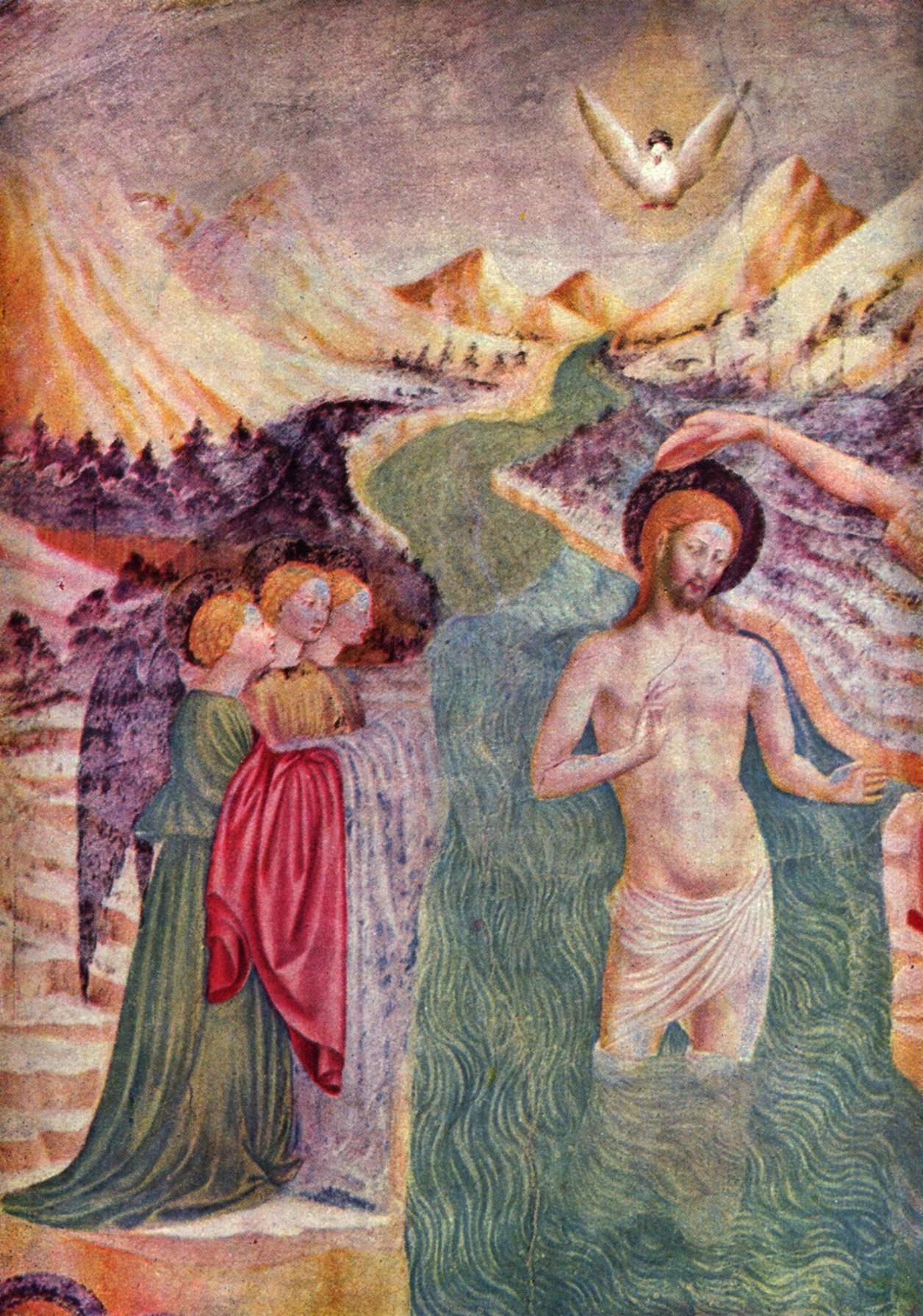
Il Battesimo di Cristo

## Fortuna critica
Nessuna delle fonti antiche, nemmeno l'attento Vasari, indica la durata e l'importanza della collaborazione tra Masolino e Masaccio. Il maestro di Panicale subì nelle epoche successive il peso schiacciante dell'illustre collega, venendo per lo più indicato semplicemente come il secondo pittore che aveva lavorato alla Cappella Brancacci. Già nella seconda edizione delle Vite (1568) Vasari attribuì i migliori lavori di Masolino a Masaccio, e questa visione "pan-masaccesca" durò fino al XX secolo. Nel 1746-1748 nessuno si oppose alla distruzione degli affreschi di Masolino sul soffitto e sulle lunette della cappella Brancacci per costruire l'attuale volta con gli affreschi mediocri di Vincenzo Meucci. Fu solo con gli studi del 1940 di Roberto Longhi (Fatti di Masolino e Masaccio) che si operò una sistematica divisione tra le opere e gli apporti dei due artisti. Se ormai è chiara la distinzione tra le diverse mani anche nelle stesse opere, alcuni punti della biografia di Masolino restano oscuri, come i suoi spostamenti prima del 1423 o i suoi rapporti, se esistettero, con Donatello e Brunelleschi.
Gradualmente l'opera di Masolino ha conosciuto una continua rivalutazione, che ha tenuto conto dell'altissima qualità della sua pittura. Attribuzioni che davano come altalenanti le scelte di Masolino tra il Rinascimento e il Gotico internazionale sono oggi state chiarite da studi come quelli di Miklós Boskovits, e non escludono più la partecipazione di Masolino alle novità del Rinascimento fiorentino, del quale è innegabile comunque la sua opera di mediatore e diffusore in Italia settentrionale.

## Opere principali
- Annunciazione della Vergine, Collegiata di San Michele Arcangelo, Panicale (Umbria), attribuito a Masolino.
- Madonna dell'Umiltà, tempera su tavola, ante 1423, Galleria degli Uffizi, Firenze
- Madonna Boni-Carnesecchi, tempera su tavola, 1423, Kunsthalle, Brema.
- Trittico Carnesecchi, tempera su tavola, 1423-1424 circa, con Masaccio
  - Madonna col Bambino, già nella chiesa di Santa Maria a Novoli, trafugata nel 1923 e mai ritrovata
  - San Giuliano, Museo diocesano di Santo Stefano al Ponte, Firenze
  - Scomparto di predella con Storie di San Giuliano (forse non pertinente al polittico), Museo Ingres, Montauban
- Annunciazione, tempera su tavola, 1423-1424, National Gallery of Art, Washington
- Pala Colonna, tecnica mista su tavola, 1423 o 1428 circa
  - Fondazione di Santa Maria Maggiore, Masolino, Museo di Capodimonte, Napoli
  - Assunzione della Vergine (144x76 cm), Masolino, Museo di Capodimonte, Napoli
  - Santi Gregorio Magno e Mattia (126,3x59,1 cm), Masolino, National Gallery, Londra
  - Santi Girolamo e Giovanni Battista (114x55 cm), Masaccio, National Gallery, Londra
  - Santi Giovanni Evangelista e Martino (114,3x54,3 cm), Masolino, Philadelphia Museum of Art, Filadelfia
  - Santi Paolo e Pietro, Masolino, Philadelphia Museum of Art, Filadelfia
  - Predella: il Transito della Vergine e la Crocifissione, entrambi alla Pinacoteca Vaticana.
- Cristo in pietà, affresco staccato, 1424, Museo della Collegiata di Sant'Andrea, Empoli
- Sant'Orsola e le 11.000 Vergini Martiri, affresco staccato, 1424, chiesa di Santo Stefano, Empoli
- Vergine col Bambino, affresco, 1424, chiesa di Santo Stefano, Empoli
- Sant'Anna Metterza, con Masaccio, tempera su tavola, 1424-1425, Galleria degli Uffizi, Firenze
- Cappella Brancacci, ciclo di affreschi in collaborazione con Masaccio, 1424
  - Chiamata dei santi Pietro e Andrea, perduto
  - Navicella degli Apostoli, perduto
  - Pasce oves meas, conservata solo la sinopia
  - Volta con raffigurazione degli Evangelisti, perduta
  - Tentazione di Adamo ed Eva
  - Pagamento del tributo, di Masaccio, la testa di Cristo pare sia di Masolino
  - Predica di san Pietro
  - Guarigione dello storpio e resurrezione di Tabita
  - Testine
- Storie di Santa Caterina d'Alessandria, affreschi, 1428, basilica di San Clemente, Cappella di Santa Caterina, Roma
- Arcangelo Gabriele, tempera su tavola, 1430 circa, National Gallery of Art, Washington;
- Madonna annunciata, tempera su tavola, 1430 circa, National Gallery of Art, Washington;
- Madonna col Bambino e due angeli, affresco, 1432, Chiesa di San Fortunato, Todi;
- Madonna dell'Umiltà, tempera su tavola, Alte Pinakothek, Monaco di Baviera
- Paesaggio ungherese, affreschi, 1435 circa, Palazzo Branda Castiglioni, Castiglione Olona
- Storie della Vergine, affreschi, 1435 circa, Collegiata di Castiglione Olona
- Storie del Battista , affreschi, 1435 circa, Chiesa dei Santi Stefano e Lorenzo (Castiglione Olona), Battistero di Castiglione Olona
  - Banchetto di Erode